# Fabien Sanchez
Fabien Sanchez (Ieras, 30 de març de 1983) va ser un ciclista francès, que fou professional entre 2003 i 2005. Els seus millors resultats els aconseguí en la pista.

## Palmarès en pista
- 2001
  -  Campió del món júnior en Persecució per equips (amb Aurélien Mingot, Sébastien Gréau i Kevin Gouellain)
- 2004
  -  Campió de França en Persecució
- 2005
  -  Campió de França en Persecució per equips
- 2007
  -  Campió de França en Persecució
- 2008
  -  Campió de França en Puntuació

### Resultats a laCopa del Món
- 2004
  - 1r a Aguascalientes, en Persecució per equips